# U.S. Post Office Los Angeles, Terminal Annex

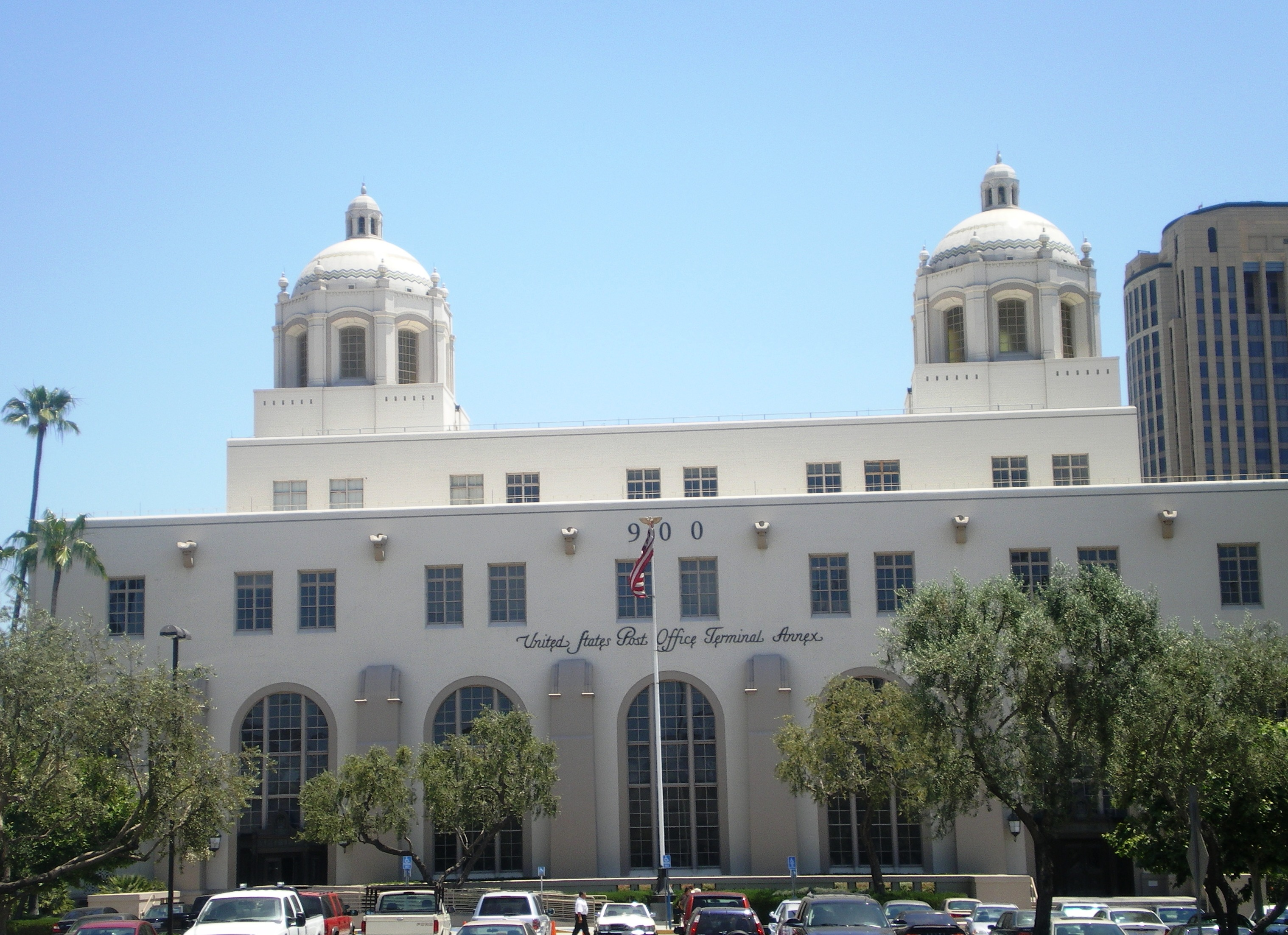
Terminal Annex Building (2008)

Das U.S. Post Office Los Angeles, Terminal Annex war von 1940 bis 1989 die zentrale Postsortierstelle von Los Angeles. Sie befindet sich an der Alameda Street in der Nähe der Union Station. Das Gebäude im Mission Revival Style wurde von Gilbert Stanley Underwood entworfen und am 11. Januar 1985 als Baudenkmal in das National Register of Historic Places eingetragen.

## Bau und Einweihung

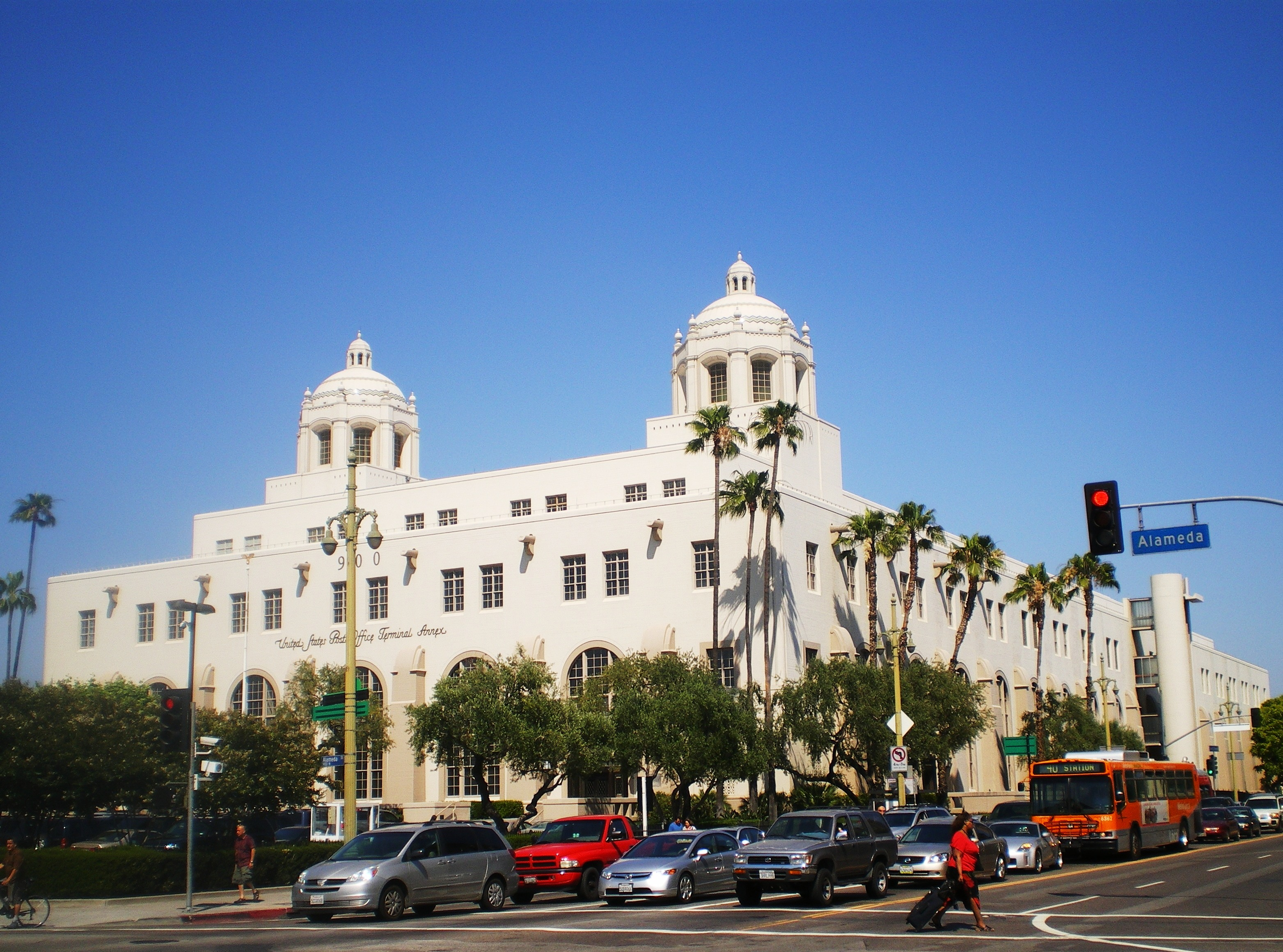
Terminal Annex 2008

Der Terminal Annex wurde 1939–1940 durch die Bauunternehmung Sarver & Zoss contracting errichtet. Das Gebäude sollte der Verteilung aller eingehenden und ausgehenden Postsendungen in Los Angeles dienen. Obwohl damit das Gebäude ein Zweckbau war, versuchte der Architekt Gilbert Stanley Underwood, die Architektur des Baus der im Mai 1939 auf der gegenüberliegenden Straßenseite liegenden Union Station anzupassen. Ursprünglich besaß das dreistöckige Gebäude zwei Türme und umfasste rund 37.000 Quadratmeter Fläche.
Der Neubau kostete drei Millionen US-Dollar und wurde im Mai 1940 mit 1632 Beschäftigten in Betrieb genommen, die damals täglich zwei Millionen Postsendungen umschlugen. Die Einrichtung, die rund um die Uhr geöffnet hatte, entsprach den neuesten technischen Standards und war mit der damals modernsten Technik ausgestattet und galt zum Zeitpunkt der Inbetriebnahme als modernstes und wirtschaftlichstes Postamt der Vereinigten Staaten. Bei der offiziellen Eröffnungszeremonie im Juni 1940 bezeichnete der Postvorsteher den Bau als ein Symbol für die Errungenschaften der Demokratie, während die Monumente Europas in Schutt und Asche gelegt werden („at a time when the monuments of Europe were ‚being ground in the dust‘.“)

## Erweiterung zur Kapazitätssteigerung
Bereits zehn Jahre nach der Fertigstellung hatte das Postvolumen in Los Angeles die Kapazität des Neubaus überschritten. Deswegen wurden 1950 Pläne bekanntgegeben, das Postamt für eine Investitionssumme von zwölf Millionen US-Dollar zu erweitern, einschließlich eines fünfstöckigen Paketpostabfertigungsgebäudes.
In den 1980er Jahren waren auch die erweiterte Kapazitäten ausgeschöpft. Mitte der 1980er Jahre wurden täglich bis zu 14 Millionen Postsendungen abgefertigt und der Komplex litt unter Platzmangel, Überlastung und an inadäquaten Arbeitsplätzen. Deswegen entschied sich die Postverwaltung 1984 zu einem 151 Millionen US-Dollar teuren Neubau in South-Central Los Angeles. Nach fast 50 Jahren des Betriebes wurde die Hauptpost 1989 verlegt. Die Schalterhalle in der verzierten Lobby blieb für die Öffentlichkeit jedoch weiterhin in Betrieb, bis auch sie 1995 geschlossen wurde. Das Terminal Annex Building wurde wegen seines Architekturstils in das National Register of Historic Places aufgenommen.

## Skandale und Zwischenfälle
Während seiner Nutzungszeit als Postamt ereigneten sich in ihm eine Reihe von Skandalen und Zwischenfällen, einige der bekannteren waren:
- 1954 die Anklage von zwei Postbediensteten, die innerhalb des Gebäudes einen Buchmacherring betrieben, dem noch weitere zehn bis fünfzehn Angestellte zuarbeiteten.[12]
- 1970 die Erschießung eines Postaufsehers durch einen betrunkenen Schalterbeamten.[13]
- 1978 die Explosion einer Rohrbombe in einem Sortierraum, wodurch sechs Arbeiter verletzt wurden.[14]
- 1985 ein achteinhalbstündiger Stromausfall, weswegen rund eineinhalb Millionen Postsendungen liegen blieben.[10]
- 1986 die Aufdeckung eines Händlerringes für Kokain, dem 12 Postarbeiter angehörten.[15]